# Nœud de Machard

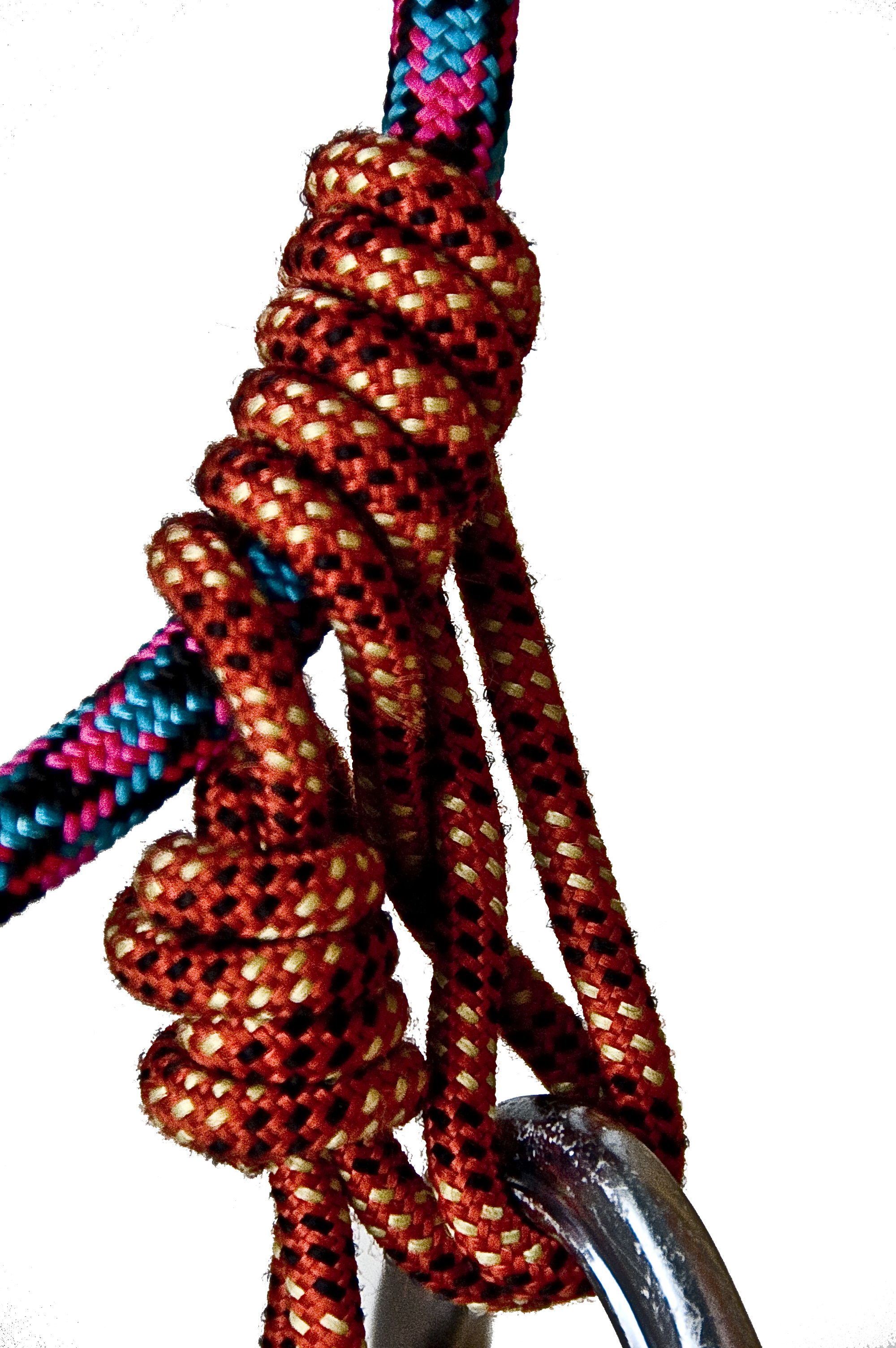
Nœud de Machard simple tressé autour de la corde. Il est réalisé avec un anneau pour autobloquant fermé par un nœud de pêcheur double (en bas à gauche). les deux boucles sont prises dans un mousqueton de sécurité

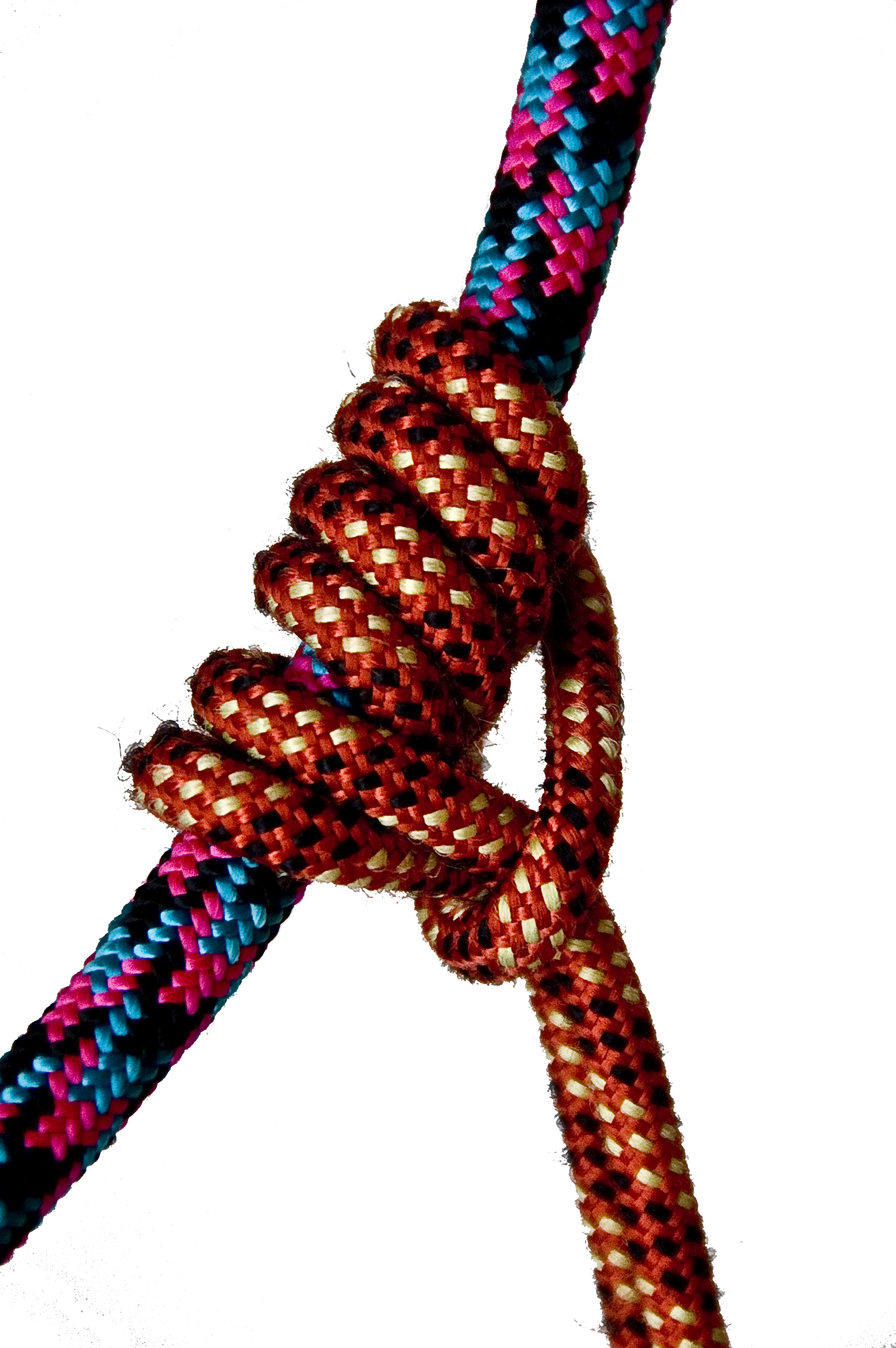
Nœud de Machard français tressé autour de la corde. l'une ou l'autre des extrémités est passée dans l'autre extrémité puis fixée au mousqueton de sécurité.

Les nœuds de Machard sont une famille de nœuds autobloquants (en) utilisés en escalade, en alpinisme, en spéléologie et par certains cordistes pour réaliser à l'aide d'un anneau de cordelette autobloquant un ancrage mobile sur une corde de verticalité. Ils sont utilisés pour remonter sur corde fixe ou s’ auto-assurer pour une descente en rappel. On distingue le nœud de Machard simple à usage bidirectionnel, du nœud de Machard tressé et du nœud de Machard français, aussi appelé simplement nœud français à usage unidirectionnels.
Le nœud simple est inventé en 1961 par le grimpeur marseillais Serge Machard (1945-1963). La différence de tressage entre le nœud de Machard simple et le Machard français est fine et mérite une attention afin d'éviter les confusions.

## Famille

### Nœud de Machard simple
Le nœud de Machard simple ou nœud de Machard est un nœud autobloquant bidirectionnel, c'est-à-dire qu'une tension sur la  cordelette tressée autour de la corde à un brin ou deux brins provoque le blocage progressif et ce dans les deux sens de traction. 

### Nœud de Machard tressé
Le nœud de Machard tressé est un nœud autobloquant unidirectionnel, il permet un montage et un déblocage facile et reste peu efficace sur corde gelée. Polyvalent, il peut être confectionné aussi bien avec un anneau de cordelette qu'avec un anneau de sangle.

### Nœud de Machard français
Le nœud de Machard français ou nœud français est autobloquant unidirectionnel. Sa réalisation est semblable à celle du machard simple, mais l'une des boucles (la boucle distale, dans le sens bloqué) est passée dans l'autre avant d'être, seule, reliée à un mousqueton. Il bloque plus efficacement mais reste plus délicat au déblocage que le machard simple sur corde gelée, et est donc utilisé couramment en alpinisme.

### Appellation internationale
Les anglophones le nomment Klemheist knot ou Machard knot, pour sa version française unidirectionnelle. Ils le nomment aussi French Prusik, ce qui prête à confusion avec le nœud de Prusik tel que nommé par les Français.

## Utilisations
Ces trois nœuds sont utilisés en alpinisme pour l'auto-assurage en descente en rappel, la remontée sur corde fixe ou la réalisation de mouflages. Ils ont des cas d'usages différents, et ne serrent pas la corde de verticalité avec la même force. lls ont également des méthodes de nouages différentes malgré des similitudes.

## Réalisation

### Anneau pour autobloquant
En règle générale, le diamètre de la cordelette doit être plus fin que celui de la corde dynamique d'assurage à un ou deux brins ou de la corde statique pour la remontée sur corde fixe. En général, l'anneau pour autobloquant ou ficelou est confectionné à l'aide d'une cordelette statique de 7 mm de diamètre , d’une longueur d’environ 1,5 m, refermé sur lui-même par un nœud de pécheur double.

### Nombre de tours
Pour l’ensemble des trois nœuds autobloquants de type Machard, le nombre de trois tours est un minimum mais doit être adapté en plus ou en moins selon le diamètre de la corde de verticalité utilisée.